# ذوالبین
ذوالبین یکی از دهستان های استان آذربایجان شرقی است که در بخش یامچی بخش یامچی شهرستان مرند واقع شده‌است.